# 유회 (의화후)
유회(劉恢, ? ~ ?)는 전한 말기의 제후로, 하간효왕의 손자이다.

## 생애
아버지 유득의 뒤를 이어 의화후(宜禾侯)에 봉해졌으나, 전한이 멸망하여 작위가 박탈되었다.

## 출전
- 반고, 《한서》 권15하 왕자후표 下

| 선대 아버지 의화절후 유득 | 전한의 의화후 ? ~ 8년 | 후대 (전한 멸망) |